# Imetec
Imetec è un marchio italiano di piccoli elettrodomestici progettati, prodotti e commercializzati dalla Tenacta Group S.p.A., azienda italiana a conduzione familiare con sede legale e operativa ad Azzano San Paolo, in provincia di Bergamo.  

## Storia
La ditta Industria Meccanica Elettrica Termofori e Coperte, viene fondata nel 1974 a Lallio, in provincia di Bergamo, su iniziativa di Renato Morgandi, dopo aver rilevato un anno prima una piccola impresa di famiglia dall'amico Bruno Masnaga, dedicata alla produzione di termoelettrocoperte. Fin da subito viene lanciato il marchio Imetec, derivato dall'acronimo della stessa impresa che poco tempo viene trasformata in società per azioni e diviene la sua denominazione, nel 1978 avvia la produzione dello Scaldasonno, un prodotto innovativo che permette il riscaldamento del letto da sotto, che riscuote enorme successo commerciale. Nel 1980, lo Scaldasonno, che consente all'azienda di imporsi sul mercato e di acquisire notorietà, comincia ad essere esportato anche all'estero, in Germania, Israele, Paesi Bassi e Sudafrica.
L'azienda bergamasca, che grazie allo Scaldasonno si impone sul mercato e acquisisce notorietà a livello internazionale, nel 1985 avvia la diversificazione delle sue attività, ampliando la sua produzione agli altri tipi di piccoli elettrodomestici, in particolare ferri da stiro, tostapane e prodotti per la cura personale, come gli asciugacapelli. In quel periodo, l'azienda si ritrova a confrontarsi con la concorrenza dei prodotti esteri, favoriti da bassi costi di produzione e di vendita, e per questa ragione, nel 1990, avvia l'importazione e la distribuzione di prodotti finiti realizzati in Cina. Le risorse vengono perciò concentrate nello sviluppo di nuovi prodotti e nel marketing. Nel 1991, Imetec acquisisce la leadership di mercato nel settore degli asciugacapelli.
Nel 1992, sede legale e attività di Imetec vengono spostate in un nuovo complesso di 20.000 m² inaugurato ad Azzano San Paolo, sempre nel Bergamasco, che comprende gli uffici, i laboratori di sviluppo, ricerca e design, e l'area produttiva delle termocoperte. L'anno successivo viene aperta la prima filiale commerciale estera, la Imetec UK Ltd, in Gran Bretagna, e prende il via il processo di internazionalizzazione. Tra la seconda metà degli anni novanta e gli inizi degli anni 2000, l'azienda dei Morgandi procede nel processo di consolidamento delle proprie quote sul mercato italiano e nell'espansione internazionale, con l'acquisizione di quote di mercato nei paesi esteri. Contemporaneamente prosegue il processo di riorganizzazione aziendale e di focalizzazione sulla produzione interna di prodotti ritenuti strategici come lo Scaldasonno, gli asciugacapelli, i ferri da stiro, gli umidificatori e i termoventilatori, mentre il resto della produzione viene spostata presso terzisti esteri.
Nel 2002, Imetec acquisisce SGR, azienda britannica di scaldaletto con il marchio Dreamland. Tre anni più tardi, nel 2005, viene creato il marchio Bellissima, per commercializzare una linea di prodotti dedicati alla cura personale delle donne. Nel 2006, viene aperta un'altra filiale commerciale a Shanghai, per gestire le vendite in Cina, Giappone, Corea del Sud e Taiwan. In quello stesso periodo, viene cambiata la strategia con i fornitori cinesi, dai quali non vengono più importati prodotti finiti ma vengono commissionate le produzioni su progettazione dell'azienda lombarda.
Nel 2007, la società Imetec cambia denominazione in Tenacta Group S.p.A., e la crescita continua con l'ingresso in gamma di macchine per il caffè e robot da cucina. Le attività di Tenacta Group vengono ulteriormente diversificate: nel 2010, acquisisce il controllo dell'azienda argentina Aspen, che opera nel settore medicale;  nel 2011 fa ingresso nel settore della ristorazione con il lancio del marchio Caffè del Caravaggio, ed in quello degli strumenti di bellezza dedicati ai parrucchieri con il marchio Collexia.
Nel 2019-20, l'azienda lombarda introduce nel suo stabilimento di Azzano San Paolo una linea di montaggio totalmente automatizzata, con l'obiettivo di riportare in Italia una parte della produzione da tempo delocalizzata in Cina, e di aumentare i volumi produttivi.

## Informazioni e dati

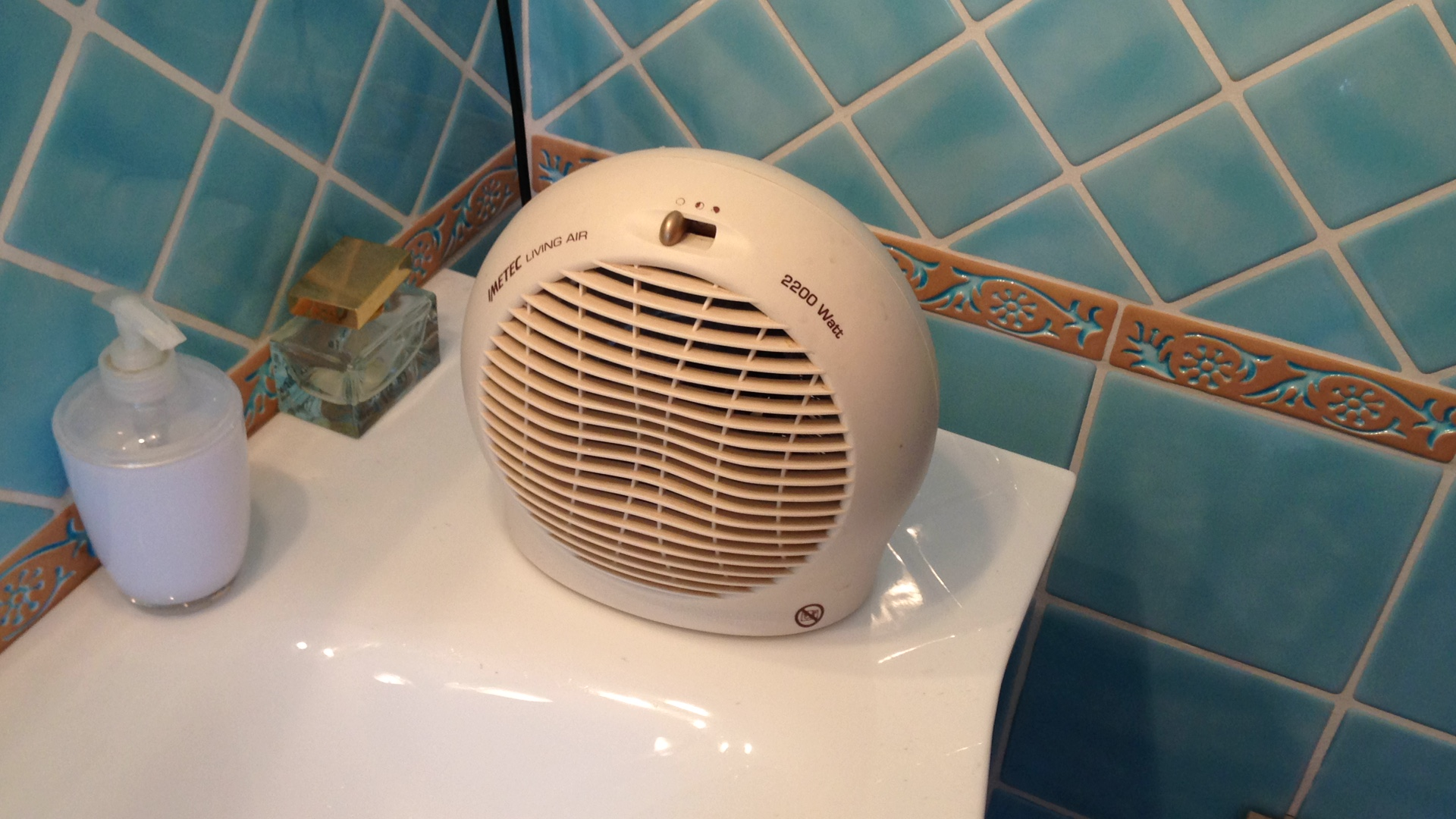
Termoventilatore Imetec

Tenacta Group S.p.A. è un'azienda a conduzione familiare con sede e stabilimento di produzione ad Azzano San Paolo, in provincia di Bergamo, che progetta, produce e commercializza piccoli elettrodomestici e apparecchi per la cura della persona. Opera con i marchi Imetec, Bellissima, Dreamland, Aspen, Collexia e Caffè del Caravaggio.
Nel 2019, l'azienda impiegava 236 dipendenti (di cui 55 addetti alla produzione nello stabilimento), realizzava un fatturato di 95,7 milioni di euro, ed una perdita dell'esercizio di 4,8 milioni di euro. Possiede filiali in Gran Bretagna, Spagna, Argentina, Russia e Cina, ed è presente in 38 paesi nel mondo.
Lo Scaldasonno, prodotto di punta dell'azienda lombarda e che ha dato notorietà internazionale al marchio Imetec, dal 1978 al 2018, è stato venduto in oltre 30 milioni di pezzi nel mondo. Nel 2014, con la linea a marchio Bellissima, in Italia vantava una quota del 46% nel settore delle piastre per capelli, del 24% nei prodotti per la messa in piega e del 23% nell'ambito degli asciugacapelli.